# Jan Smithwick
Janice Smithwick, detta Jan (Hamilton, 6 agosto 1952), è un'ex cestista australiana.

## Carriera
Con l'Australia ha disputato i Campionati del mondo del 1979, segnando 67 punti in 7 partite.